# Angraecum sedifolium
Angraecum sedifolium är en orkidéart som beskrevs av Rudolf Schlechter. Angraecum sedifolium ingår i släktet Angraecum och familjen orkidéer. Inga underarter finns listade i Catalogue of Life.